# Dillon Casey
Dillon Casey (ur. 29 października 1983 w Dallas) – amerykańsko-kanadyjski aktor, scenarzysta i producent filmowy.

## Wybrana filmografia

### Filmy fabularne
- 2005: Kodeks honoru (Code Breakers) jako Wartownik
- 2007: Za młodzi na ślub (Too Young to Marry) jako Max Doyle
- 2007: Killing Zelda Sparks jako Bill
- 2008: Shirtgun Guy jako Shirtgun Guy
- 2008: Victor jako Glenn Crossley
- 2009: Captain Coulier (Space Explorer) jako Fred
- 2009: W obronie brata (A Nanny’s Secret) jako Carter
- 2011: I że cię nie opuszczę (The Vow) jako Ryan
- 2011: Trzy cale (Three Inches) jako Dillon
- 2013: Only I... jako Van Walton

### Seriale TV
- 2006: Poszukiwani (1-800-Missing) jako Steve Biggs
- 2007: Monster Warriors jako Jock Strongjaw
- 2007: Najlepsze lata (The Best Years) jako Brandon Zimmerman
- 2008: Żony pierwszej ligi (MVP) jako Trevor Lemonde
- 2009: Aaron Stone jako Dax
- 2009: Magazyn 13 (Warehouse 13) jako
- 2009: Valemont jako Sebastian
- 2009-2010: Być jak Erica (Being Erica) jako Ryan
- 2011: Kumple (Skins) jako Evan
- 2011: Torchwood jako Brad
- 2011-2013: Nikita jako Sean Pierce
- 2013: Backpackers jako Brandon
- 2014: Remedy jako Griffin Connor